# Paul Wandel

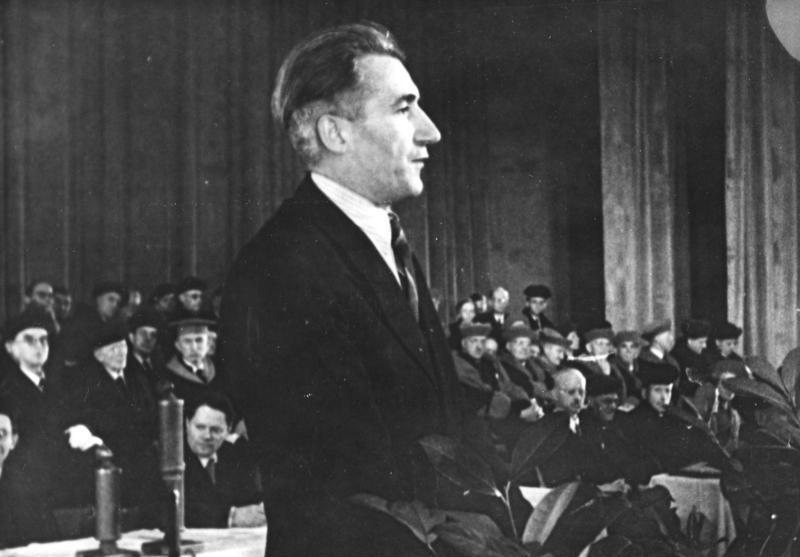
Paul Wandel beim Festakt zur Wiedereröffnung der Berliner Universität am 29. Januar 1946

Paul Wandel (* 16. Februar 1905 in Mannheim; † 3. Juni 1995 in Berlin) war ein deutscher kommunistischer Politiker und der erste Minister für Volksbildung der DDR. Er war zudem Mitglied des Sekretariats des ZK der SED.

## Leben

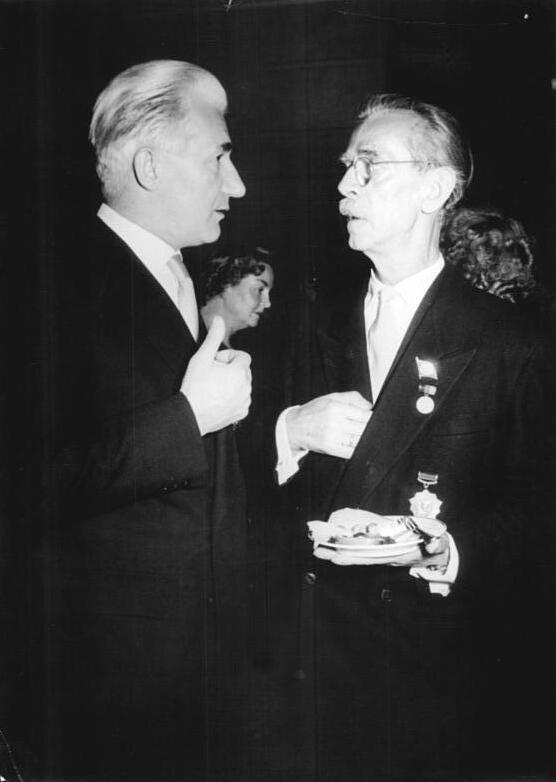
Paul Wandel (links) im Gespräch mit Otto Nagel (1956)

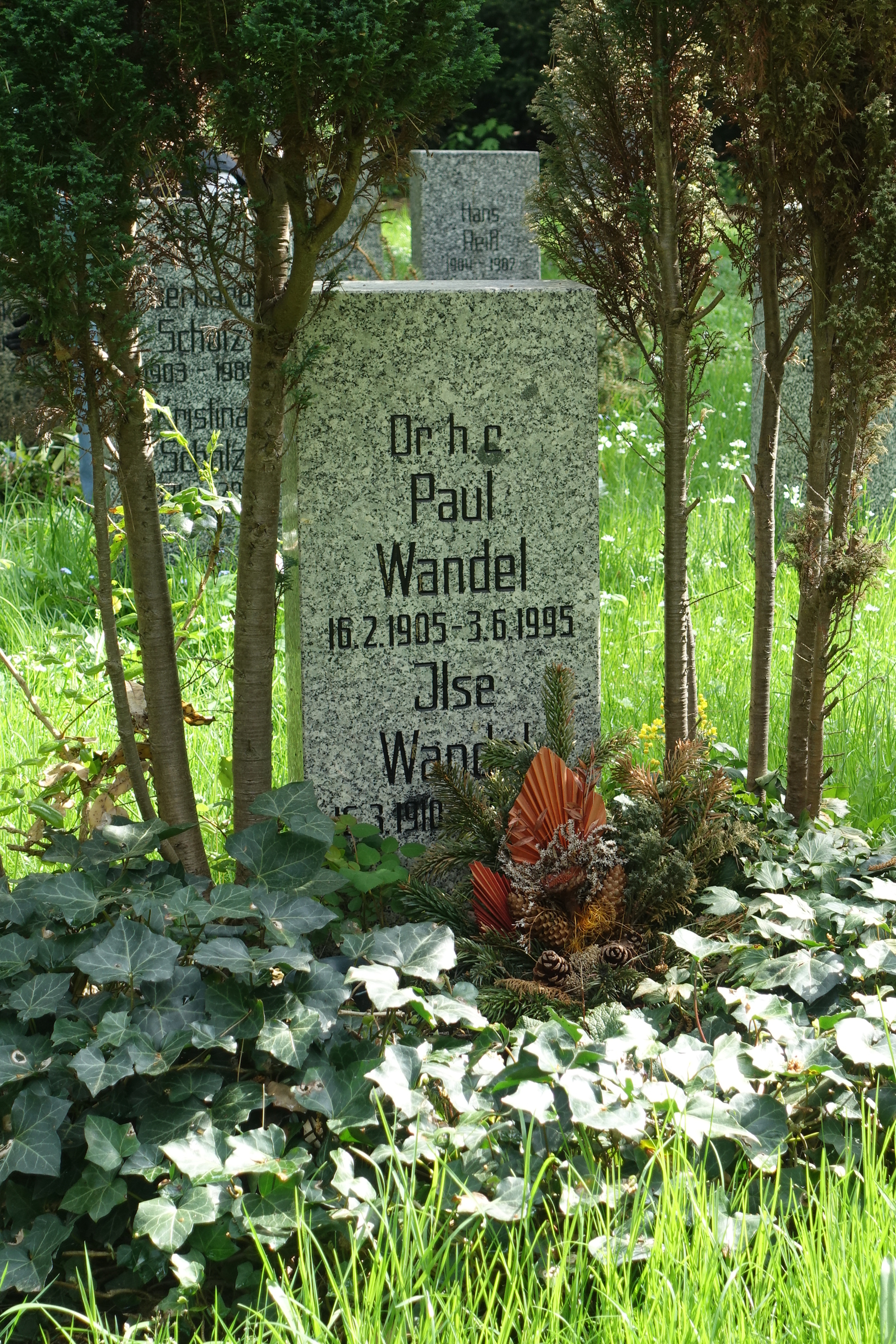
Grab auf dem Friedhof Pankow III

Wandel absolvierte ab 1919 eine Ausbildung zum Maschinentechniker und war von 1925 bis 1929 Techniker in einem Mannheimer Betrieb. 1919 trat er der Sozialistischen Arbeiterjugend, 1923 dem Kommunistischen Jugendverband Deutschlands und 1926 der Kommunistischen Partei Deutschlands (KPD) bei. In den Jahren 1930 und 1931 war er Sekretär der KPD-Bezirksleitung Baden und von 1930 bis 1932 Vorsitzender der KPD-Fraktion im Stadtrat von Mannheim.
Von 1931 bis 1936 war er Kursant, Aspirant und danach Lehrer sowie Parteisekretär der Lenin-Schule in Moskau. Er wurde Mitglied der Kommunistischen Partei der Sowjetunion (KPdSU). Er war im Marx-Engels-Institut und als persönlicher Sekretär von Wilhelm Pieck im Balkanländerreferat des Exekutivkomitees der Kommunistischen Internationale tätig. Ab 1941 war er Leiter der deutschen Sektion an der Schule der Kommunistischen Internationale in Kuschnarenkowo und ab 1943 Mitglied des Auslandbüros der KPD in Moskau.
Von 1945 bis 1949 war Wandel Präsident der Deutschen Zentralverwaltung für Volksbildung und arbeitete dort mit Reformpädagogen wie Erwin Marquardt, Heinrich Deiters, Leo Regener oder Paul Oestreich zusammen. Mitglied des Parteivorstandes bzw. Zentralkomitees der Sozialistischen Einheitspartei Deutschlands (SED) war er seit 1946. 1949 und 1950 sowie 1954 bis 1958 war er Abgeordneter der Volkskammer der DDR. Von 1949 bis 1952 war Wandel der erste Minister für Volksbildung der DDR, von 1953 bis 1957 war er Sekretär für Kultur und Erziehung des Zentralkomitees der SED. Weiterhin war er Mitglied des Nationalrats der Nationalen Front der DDR und Mitglied des Präsidiums des Friedensrats der DDR.
Ende 1957 erhielt er eine strenge Rüge wegen reformpädagogischer Tendenzen im Schulwesen und ungenügender Härte bei der Durchsetzung der kulturpolitischen Linie der SED und wurde von seiner Funktion als Sekretär des ZK entbunden. Von 1958 bis 1961 war er Botschafter der DDR in der Volksrepublik China und anschließend bis 1964 stellvertretender Außenminister der DDR. Vom 10. Januar 1964 bis 1. November 1976 fungierte er als Präsident und bis 1984 als Vizepräsident der Liga für Völkerfreundschaft. Von 1982 bis 1989 war er Vorsitzender des Freundschaftskomitees DDR–VR China.
Nach 1989 gehörte er der PDS an und war Mitglied in deren Rat der Alten.
Wandel wurde im VdN-Ehrenhain auf dem Friedhof Pankow III in Berlin bestattet.

## Auszeichnungen
Wandel erhielt 1955 den Vaterländischen Verdienstorden in Gold, 1970 den Stern der Völkerfreundschaft, 1975 den Karl-Marx-Orden und 1980 die Ehrenspange zum Vaterländischen Verdienstorden in Gold. Die Sowjetunion ehrte ihn zu seinem 70. Geburtstag 1975 mit dem Orden der Völkerfreundschaft.

## Publikationen
- Wilhelm Pieck, dem Vorkämpfer für ein neues Deutschland zum 70. Geburtstag. Neuer Weg, Berlin 1946
- Die demokratische Einheitsschule, Rückblick und Ausblick. Volk und Wissen, Berlin 1947.
- Reden zur Kulturpolitik, Volk und Wissen, Berlin 1955.
- Wie es zur Oder-Neisse-Grenze kam. Dietz, Berlin 1955.